# Hrafnahnjúkar
Hrafnahnjúkar är en bergstopp i republiken Island. Den ligger i regionen Austurland, 400 km öster om huvudstaden Reykjavík. Toppen på Hrafnahnjúkar är 127 meter över havet.
Närmaste större samhälle är Fáskrúðsfjörður, omkring 13 kilometer norr om Hrafnahnjúkar.